# Ribeirão Dois Córregos
Ribeirão Dois Córregos är ett vattendrag i Brasilien.   Det ligger i delstaten Mato Grosso do Sul, i den södra delen av landet, 600 km sydväst om huvudstaden Brasília.
Omgivningarna runt Ribeirão Dois Córregos är huvudsakligen savann. Runt Ribeirão Dois Córregos är det ganska glesbefolkat, med 50 invånare per kvadratkilometer.